# Сантуарио ди Каравађо (Бергамо)
Сантуарио ди Каравађо је насеље у Италији у округу Бергамо, региону Ломбардија.
Према процени из 2011. у насељу је живело 52 становника. Насеље се налази на надморској висини од 111 м.